# Germaine Epierre
Germaine Epierre (Genève, 29 mei 1908 - aldaar, 20 april 1997) was een Zwitserse actrice.